# Tanel Padar
Tanel Padar (Haljala, 1980. október 27. –) észt énekes, a The Sun zenekar tagja. Az egyik legsikeresebb észt popzenész.

## Pályafutása
1999-ben megnyerte a Kaks takti ette nevű észt tehetségkutató showt, ez hozta meg neki a nagy nyilvánosságot, és ismertséget. Dave Bentonnal közösen megnyerte a 2001-es Eurovíziós Dalfesztivált észt színekben. A The Sun zenekart 2003-ban alakította, ezzel tudott igazán sikeres lenni az országában. Ez a zenekar 2006-ban a lehetséges 15-ből 5 díjat nyert az észt könnyűzenei díjátadón, többek között övék lett a legjobb album díja és a legjobb zenekarnak járó díj.
Tanel Padar vonzalma a zenéhez már gyerekkorában megmutatkozott, klarinétozott, szaxofonozott, és templomi, gyerek és ifjúsági énekkarban énekelt, ezenkívül egy néptánccsoport tagja is volt. 2003. május 16-án feleségül vette a korábbi modellt, Katarina Kaldát. 2006 júniusában szétköltöztek egymástól, bár hivatalosan a házasságuk továbbra is fennáll.
Testvére, Gerli is sikeres észt énekesnő, ő a 2007-es Eurovíziós Dalfesztiválon képviselte Észtországot.
2022-ben ő hirdette ki az észt szakmai zsűri szavazatait az Eurovíziós Dalfesztiválon.